# Tarpeda-BelAZ Zjodzina
Tarpeda-BelAZ Zjodzina (Wit-Russisch: ФК Тарпеда Жодзіна) is een Wit-Russisch voetbalelftal uit Zjodzina. De ploeg speelt in de Opperste liga van Wit-Rusland. De club speelt zijn thuiswedstrijden in het wit.
De club speelt in het Torpedostadion.

## Naamgeschiedenis
- 1961: Raketa Zjodzina
- 1967: Avtozavodetsj Zjodzina
- 1969: Tarpeda Zjodzina
- 1989: BelAZ Zjodzina
- 1993: Tarpeda Zjodzina
- 2011: Tarpeda-BelAZ Zjodzina

## Palmares
- Kampioenschap Wit-Russische Socialistische Sovjetrepubliek (4x)

1970, 1971, 1980, 1981
- Beker van Wit-Rusland

winnaar in 2016, 2023
finalist in 2010
- Wit-Russische supercup

finalist in 2011

## Tarpeda in Europa
#Q = #kwalificatieronde, T/U = Thuis/Uit, W = Wedstrijd, PUC = punten UEFA coëfficiënten .
Uitslagen vanuit gezichtspunt Tarpeda-BelAZ Zjodzina
| Seizoen | Competitie        | Ronde | Land                     | Club                 | Totaalscore | 1e W    | 2e W    | PUC |
| ------- | ----------------- | ----- | ------------------------ | -------------------- | ----------- | ------- | ------- | --- |
| 2010/11 | Europa League     | 1Q    | Vlag van IJsland         | Fylkir               | 6-1         | 3-0 (T) | 3-1 (U) | 2.5 |
|         |                   | 2Q    | Vlag van Servië          | OFK Beograd          | 2-3         | 2-2 (U) | 0-1 (T) | 2.5 |
| 2015/16 | Europa League     | 1Q    | Vlag van Albanië         | KF Kukësi            | 0-2         | 0-2 (U) | 0-0 (T) | 0.5 |
| 2016/17 | Europa League     | 2Q    | Vlag van Hongarije       | Debreceni VSC        | 3-2         | 2-1 (U) | 1-0 (T) | 2.5 |
|         |                   | 3Q    | Vlag van Oostenrijk      | Rapid Wien           | 0-3         | 0-0 (T) | 0-3 (U) | 2.5 |
| 2021/22 | Conference League | 2Q    | Vlag van Denemarken      | FC Kopenhagen        | 1-9         | 1-4 (U) | 0-5 (T) |     |
| 2023/24 | Conference League | 2Q    | Vlag van Cyprus          | AEK Larnaca          | 3-4         | 2-3 (T) | 1-1 (U) | 0.5 |
| 2024/25 | Conference League | 1Q    | Vlag van Moldavië        | FC Milsami Orhei     | 2-4         | 2-4 (T) | 0-0 (U) | 0.5 |
| 2025/26 | Conference League | 1Q    | Vlag van Noord-Macedonië | FK Rabotnički Skopje | 4-0         | 3-0 (T) | 1-0 (U) | 2.5 |
|         |                   | 2Q    | Vlag van Israël          | Maccabi Haifa        | 1-4         | 1-1 (T) | 0-3 (U) | 2.5 |

Totaal aantal punten voor UEFA coëfficiënten: 9.0
Zie ook
- Deelnemers UEFA-toernooien Wit-Rusland
- Ranglijst van alle clubs die in de diverse Europa Cups zijn uitgekomen